# Фонтне Трезињи
Фонтне Трезињи (фр. Fontenay-Trésigny) је насељено место у Француској у региону Париски регион, у департману Сена и Марна.
По подацима из 2011. године у општини је живело 5218 становника, а густина насељености је износила 235,9 становника/km².

## Демографија
| 1962. | 1968. | 1975. | 1982. | 1990. | 2011. |
| ----- | ----- | ----- | ----- | ----- | ----- |
| 1.772 | 2.042 | 2.812 | 3.638 | 4.518 | 5.218 |